# تيري كاي
تيري كاي (بالإنجليزية: Terry Kay)‏ (10 فبراير 1938، رويستون في الولايات المتحدة)؛ روائي أمريكي.